# سکونیاگو
سکونیاگو (به ایتالیایی: Secugnago) یک کومونه در ایتالیا است که در استان لودی واقع شده‌است. سکونیاگو ۶٫۷ کیلومتر مربع مساحت و ۱٬۸۰۱ نفر جمعیت دارد.